# Шевалере
Шевалере (фр. Chevallerais) насеље је и општина у западној Француској у региону Лоара, у департману Атлантска Лоара која припада префектури Шатобријан.
По подацима из 2011. године у општини је живело 1421 становника, а густина насељености је износила 138,91 становника/km². Општина се простире на површини од 10,23 km². Налази се на средњој надморској висини од 27 метара (максималној 42 m, а минималној 18 m).

## Демографија
| 1962. | 1968. | 1975. | 1982. | 1990. | 1999. | 2011. |
| ----- | ----- | ----- | ----- | ----- | ----- | ----- |
| 486   | 499   | 495   | 546   | 652   | 652   | 1.421 |

График промене броја становника у току последњих година